# سوزانا روسون
سوسانا روسون (1762 - 2 مارس 1824) (بالإنجليزية: Susanna Rowson). هي روائية وشاعرة وكاتبة مسرحية وكاتبة دينية وممثلة ومعلمة بريطانية أمريكية. وهي مؤلفة الرواية «شارلوت تيمبل» أكثر الروايات شيوعاً والأكثر مبيعاً في الأدب الأمريكي حتى رواية هيريت ستاو «كوخ العم توم».

## روابط خارجية
- سوزانا روسون على موقع الموسوعة البريطانية (الإنجليزية)
- سوزانا روسون على موقع إن إن دي بي (الإنجليزية)